# Sioux City
Sioux City är en stad (city) i den amerikanska delstaten Iowa. Befolkningen uppgick till 82 684 invånare vid 2010 års folkräkning, på en yta av 144,9 km². 
Staden är belägen i den västligaste delen av delstaten vid Big Sioux Rivers sammanflöde med Missourifloden och vid gränsen till South Dakota och Nebraska, cirka 250 km nordväst om huvudstaden Des Moines. Förorterna North Sioux City, South Dakota och South Sioux City, Nebraska,  ligger nordväst respektive söder om staden och är administrativt oberoende förstäder som tillhör andra delstater.
Av befolkningen lever cirka 11 procent under fattigdomsgränsen.